# Natasha Arthy
Natasha Arthy (* 23. Mai 1969 in Gentofte, Dänemark) ist eine vielfach preisgekrönte dänische Regisseurin, Produzentin und Drehbuchautorin.
Sie studierte an der Universität von Bristol Filmwissenschaft und an der Universität Roskilde Geisteswissenschaften. In den 1990er Jahren war sie für das staatliche dänische Fernsehen DR TV in der Kinder- und Jugendabteilung tätig und hat zahlreiche Kinderfilme produziert sowie Regie geführt.
Ihr Name wird daher sowohl mit Kinderfilmen als auch mit dem Dogma-Film in Verbindung gebracht, da sie unter diesem Label (Dogma # 32) den Film Alt, neu, geliehen und blau publizierte.
Für ihren neuesten Film arbeitete sie mit Xian Gao (Crouching Tiger, Hidden Dragon) zusammen, der die Kung-Fu-Szenen choreografierte.

## Kritik
Natasha Arthys Film Alt, neu, geliehen und blau „enthält Elemente einer Komödie“ und ist eine „genau beobachtete emotionale Studie über die Wirrnisse der Liebe, über den Mangel an Kommunikation, über Betrug und Selbstbetrug und schließlich ein Plädoyer für die Ehrlichkeit zu sich selbst.“
Genau genommen besitzt der Streifen zwar das Zertifikat Dogme95, hält sich aber – wie schon viele Filme vor ihr in der Reihe – nicht strikt an die „10 Formalien“ von Lars von Trier, Thomas Vinterberg, Kristian Levring und Søren Kragh-Jacobsen.

## Preise und Ehrungen
Nachdem die Dänische Filmhochschule die 18-jährige Natasha Arthy abwies, fand sie von anderer Seite Anerkennung. Laut IMDB erhielt sie sieben Awards und fünf Nominierungen, unter anderem gewann sie den AFI-Fest-Feature-Jury-Preis in Los Angeles 2003.

## Filmografie

### Filme
- Fightgirl Ayse (2008) (Original: Fighter)
- Alt, neu, geliehen und blau (2003) (Original: „Se til venstre, der er en Svensker“ – Schau nach links, dort ist ein Schwede)
- Miracle – Ein Engel für Dennis P. (2000) (Original: „Mirakel“)
- Barbie (1997)
- Fanny Farveløs (1997) („Penny Plain“ – Kurzfilm)

### TV-Serien
- Carmen Curlers (2022, 2 Teile)
- Drengen de kaldte Kylling (1997)
- Y's fantom farmor (1996, 3 Teile)
- Forunderlige Frede (1995, 3 Teile)
- Container Conrad (1995)
- Fortælle frikadelle (1993, 8 Teile)

### Musikvideos
Sie drehte außerdem zwei Musikvideo-Clips mit Dänemarks Rap-Star MC Einar und dem Pop-Rock-Musiker Kim Larsen.